# Residentur Bukoba
Die Residentur Bukoba war eine Verwaltungseinheit der deutschen Kolonie Deutsch-Ostafrika. Sitz des Residenten war der Ort Bukoba.

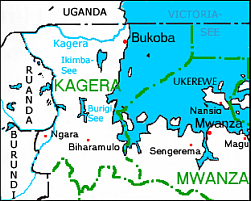
Die heutige Region Kagera stimmt ungefähr mit der Residentur Bukoba überein

## Vorgeschichte
Der deutsche Arzt und vormalige Gouverneur von Äquatoria, Emin Pascha, wählte im Dienste des Deutschen Reiches 1889 das Fischerdorf Bukoba am westlichen Ufer des Viktoriasees für die Errichtung einer Station für die Verwaltung der Gegend am Viktoriasee aus. 1891 wurde mit der Errichtung der Station begonnen. Im Jahre 1900 wurde Bukoba als eigener Militärbezirk vom Militärbezirk Muansa abgetrennt.

## Geschichte
1906 wurde der Militärbezirk Bukoba in die Residentur Bukoba umgewandelt. Eine Residentur gewährte im Gegensatz zu einem Militärbezirk oder Bezirk der deutschen Verwaltung den einheimischen Herrschern weitgehende Selbstverwaltungsrechte.
1913 lebten auf dem 32.200 Quadratkilometern umfassenden Gebiet der Residentur geschätzte 270.500 Einwohner, 229 nichteingeborene Farbige und 109 Europäer. 
1913 gab es in der Residentur etwa 50 Handelsfirmen und 7 Farmer, die sich fast ausschließlich mit Kaffeeanbau beschäftigten. Die Europäer besaßen 1913 4.151 Rinder und die Eingeborenen 66.590 Rinder und 55.700 Stück Kleinvieh.
In der Residentur lag die 7. Kompanie der Schutztruppe für Deutsch-Ostafrika in Bukoba und den Militärposten Kifumbiro am Fluss Kagera und Biaramulo für die Gegend Ussuwi. Die Mission der Weißen Väter hatte sechs Stationen in der Residentur.
1914 waren im Süden der Residentur Trassierungsarbeiten für die Ruandabahn im Gange, da in diesem Bereich die geplante Ruandabahn durch die Residentur laufen sollte.
Während des Ersten Weltkrieges wurde die Residentur Bukoba 1916 von Britisch-Ostafrika aus von britischen Kolonialstreitkräften erobert. Mit dem Verlust der deutschen Kolonien durch den Versailler Vertrag von 1919 ging auch die Residentur Bukoba endgültig in britische Verwaltung über.